# 貝夫人普通科門診診所

貝夫人普通科門診診所（英語：Tang Shiu Kin Hospital Violet Peel General Outpatient Clinic），前稱貝夫人健康院，是一間提供普通科門診的公營診所，成立於1935年，原址鄰近灣仔修頓遊樂場，以第18任香港總督貝璐夫人命名，是香港最早的公營門診診所，診所於2006年遷到灣仔鄧肇堅醫院内，其配藥處與該醫院内的職員診所共用。

## 歷史

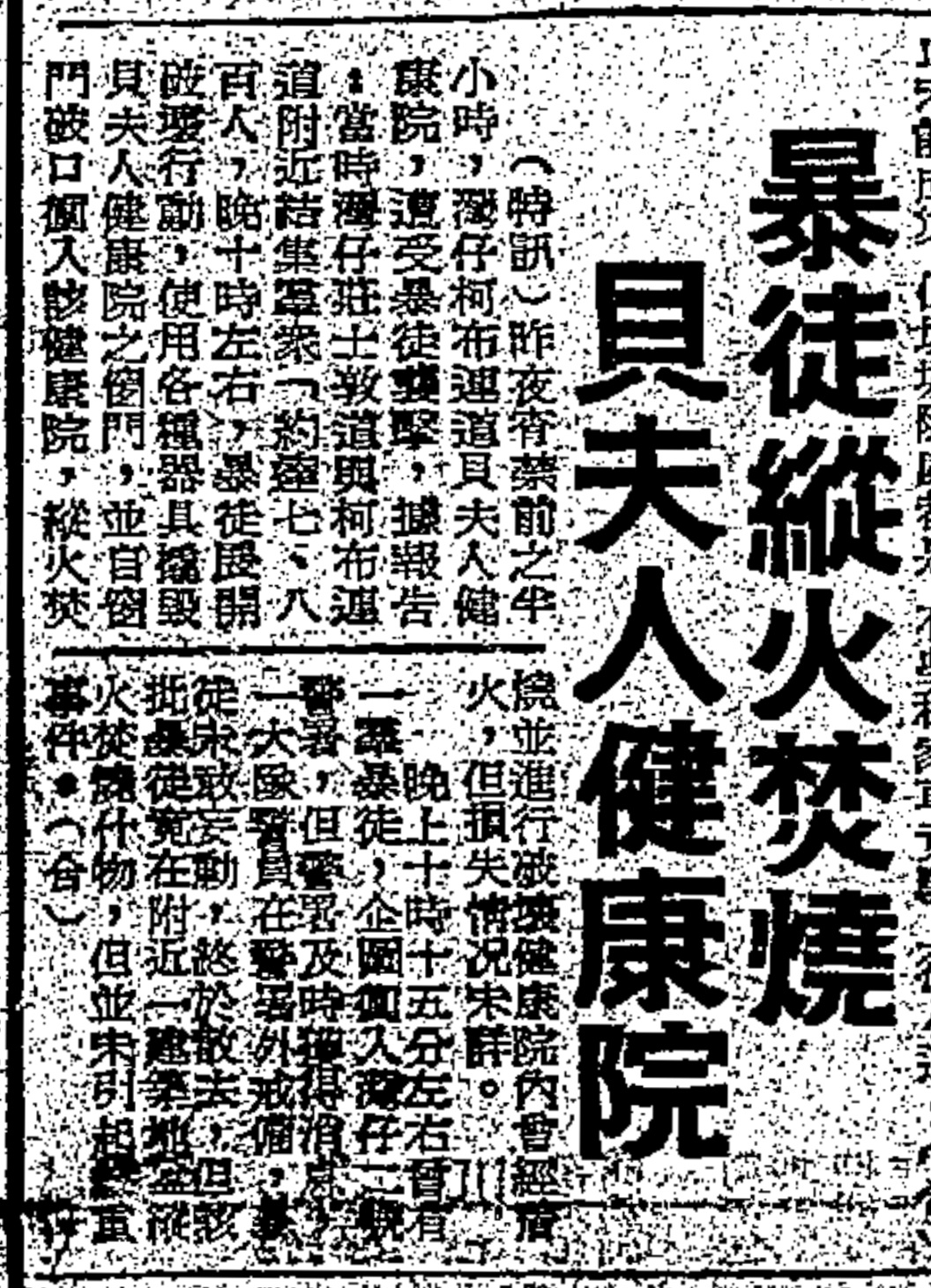
1967年7月12日六七暴動期間《華僑日報》報道昨晚暴徒闖入貝夫人健康院大肆搗亂及縱火

### 始建至重光初期
貝夫人普通科門診診所的歷史可追溯至1935年5月啟用的貝夫人健康院（英語：Violet Peel Health Centre），早年的香港缺乏公立門診服務，尤其是華人為主的普羅大眾不易負擔私家西醫的診金，貝夫人健康院的籌建在當年是公營醫療服務的一大進展。貝夫人健康院原址位於灣仔莊士敦道和柯布連道交界，修頓遊樂場的東南邊的角落，附近有電車站，為一幢兩層高的建築物，健康院落成時港督貝璐夫婦親臨主持揭幕禮。1941年12月香港保衛戰期間貝夫人健康院受到嚴重破壞，1945年香港重光後，健康院被暫時用作難民收容所，港府之後撥款十餘萬港元翻修健康院，1948年10月重新投入服務。

### 六七暴動
在六七暴動期間，1967年7月11日10時左右，貝夫人健康院遭到港共暴徒大肆破壞及縱火，導致這間面向基層市民的診所需要暫停服務，1967年7月14日《明報》刊登社論「為何要燒貝夫人健康院？」質問受鬥委會驅使的暴徒為何要一次又一次去搗亂貝夫人健康院，評論提到除非港共暴徒認為港英領導人會去貝夫人健康院求診，否則破壞及縱火燒長期為貧民診療疾患的貝夫人健康院，除了磨難貧苦大眾之外，這類暴行還有什麼意義？

### 美沙酮服務及重建
1976年6月健康院增設美沙酮戒毒服務，是香港第一所美沙酮戒毒中心。1981年11月，貝夫人健康院原址建築物因為配合香港地鐵港島綫灣仔站工程而需要拆卸，健康院和家計會臨時遷到金鐘站的寫字樓內繼續提供服務，貝夫人美沙酮診所則暫遷到灣仔石水渠街21號，待原址重建後遷回，健康院原址成為港鐵灣仔站莊士敦道出口A3的車站建築物及修頓室內場館。1989年7月3日，門診診所遷回灣仔原址重建後的修頓中心內，美沙酮診所則遷回重建成修頓花園的大廈基座內。

### 2006年搬遷
2006年6月12日，門診診所遷到鄧肇堅醫院社區日間醫療中心地庫高層，貝夫人美沙酮診所則留在修頓花園。